# Maurilio Guasco
Maurilio Guasco, né le 26 août 1939 à Solero, est un prêtre catholique et un historien italien spécialisé dans la pensée politique contemporaine.

## Biographie
Il entre au séminaire de Alexandrie et est ordonné le 23 septembre 1962 à Solero. Il obtient en 1966 une licence en théologie dogmatique à la faculté de Théologie de l'Université pontificale grégorienne de Rome puis une licence en sciences sociales à l'Institut catholique de Paris et une spécialisation en sociologie religieuse à l'École pratique des hautes études.

## Publications

### Ouvrages
- (it) Alfred Loisy in Italia : Con Documenti Inediti, Turin, Giappichelli, coll. « Pubblicazioni dell'Istituto di scienze politiche dell'Università di Torino » (no 33), 1975, 299 p.
- (it) La formazione del clero, Milan, Jaca Book, coll. « Per una storia d'Occidente. Chiesa e soc. Percorsi » (no 19), 1975, 144 p. (ISBN 978-88-16-43719-7, lire en ligne)
- (it) Carità e giustizia : Don Luigi Di Liegro (1928-1997), Bologne, Il Mulino, 2012, 337 p. (ISBN 978-88-15-24064-4)

### Articles
- « Réactions italiennes à la condamnation de l'Action française », Études maurrassiennes, Aix-en-Provence, vol. 5, no 1,‎ 1986, p. 253-256